# هواپیمای تجسسی

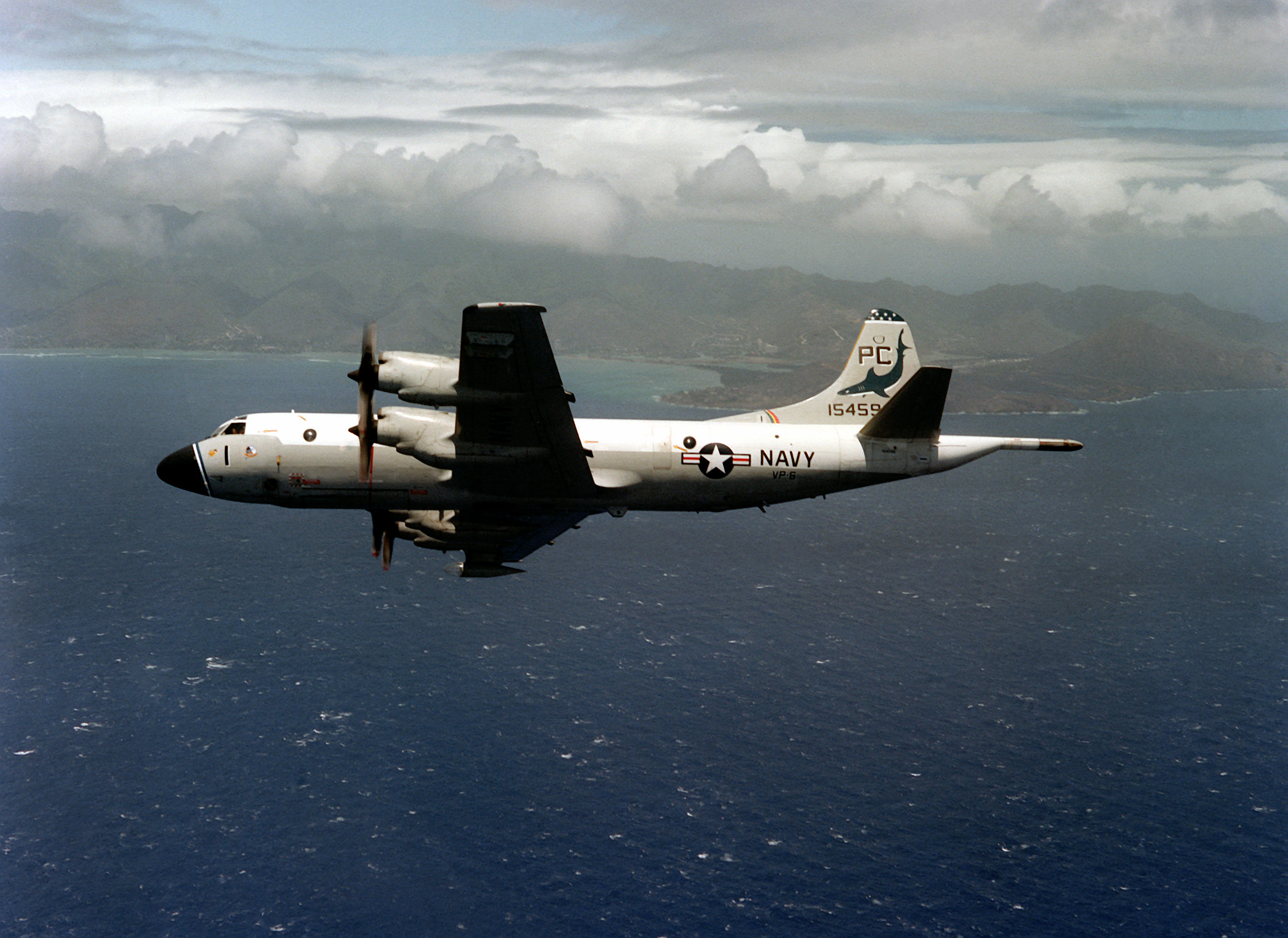
پی-۳ اوریون نیروی دریایی آمریکا برای تجسس، گشت دریایی و جنگ ضدزیردریایی

هواپیمای تجسسی به هواگردی گفته می‌شود که برای پایش و جمع‌آوری اطلاعات توسط نیروهای نظامی و سایر سازمان‌های حکومتی از آن استفاده می‌شود. از این هواگردها برای فعالیت‌هایی چون جاسوسی، پایش صحنه نبرد یا منطقه هوایی، نظارت (مثل هدایت توپخانه)، گشت مرزی و حفاظت ماهیگیری استفاده می‌شود. نوعی هواپیمای نظامی است که برای دیده‌بانی فعالیت‌های دشمن به‌کار می‌رود.
هواپیمای تجسسی ،جاسوسی در دو نوع با سرنشین و بدون سرنشین ( پهپاد) میباشد که نوع بدون سرنشین امروزه بسیار مورد توجه قرار دارد.   این توجه علل مختلفی دارد که از آن جمله میتوان به هزینه جانی سرنشین دار. اختلاف فاحش در هزینه ی ساخت که با یکدیگر اصلا قابل مقایسه نیستند  و از همه مهمتر کوچک بودن هواپیمای  بدون سرنشین است  که از چشم رادارها راحت تر پنهان میمانند. یکی از بی سرنشین های مورد توجه  ریزپرنده میباشد که امروزه ماموریتهای مهمی را در امور تجسسی انجام میدهد.